# Montreal River (Ottawa River)
Der Montreal River ist ein Fluss im Timiskaming District in der kanadischen Provinz Ontario.
Er fließt 220 km von seinem Ursprung im Smoothwater Lake bis zu seiner Mündung in den Lake Timiskaming und den Ottawa River. Der Montreal River ist ein für die Wasserkraftnutzung bedeutender Fluss.

## Flusslauf
Der Montreal River fließt zuerst 70 km in nordöstlicher Richtung, dann 150 km in südöstlicher Richtung bis zu seiner Mündung.
Er hat seinen Ursprung im Smoothwater Lake im Lady Evelyn-Smoothwater Provincial Park. Ishpatina Ridge, der höchste Punkt in Ontario, liegt im Einzugsgebiet des Montreal River etwas südlich des Smoothwater Lake, und trennt den Oberlauf des Montreal River nach Nordwesten hin vom Oberlauf des Nebenflusses Lady Evelyn River, der in ihn südöstlich weiter flussabwärts mündet.
Der Fluss verläuft zuerst in nördlicher Richtung, nimmt mehrere Zuflüsse auf und erreicht die Inlet Bay des Gowganda Lake und die Gemeinde von Gowganda.
Der Fluss verlässt den See an der Outlet Bay, passiert den Ontario Highway 560 und
fließt weiter in nordöstlicher Richtung.
Er erreicht The Forks bei Matachewan und trifft auf seinen größten linken Nebenfluss, den West Montreal River.
Er fließt weiter ein kurzes Stück nach Nordosten zu den Fox Rapids, wendet sich anschließend nach Südosten und passiert den Ontario Highway 65,
nimmt dann den rechten Nebenfluss Sydney Creek und den linken Nebenfluss Council Creek auf.
Schließlich erreicht er das Wasserkraftwerk der Ontario Power Generation (OPG) Indian Chute Generating Station und dessen Staudamm bei Indian Chute Falls.
Der Fluss setzt seinen Lauf nach Südosten fort, erreicht die Gemeinde Elk Lake, nimmt den rechten Nebenfluss Makobe River auf und passiert die beiden Highways 65 und 560.
Der Fluss fließt weiterhin in südöstlicher Richtung, passiert dabei die Mountain Chutes, trifft bei der Gemeinde von Mowat Landing auf den größten rechten Nebenfluss, den Lady Evelyn River.
Danach erreicht er den Bay Lake und den Ort Latchford.
Der Fluss verläuft ein Stück zwischen Matachewan nach Latchford parallel zum Highway 65.
Der Fluss wird vom Latchford Dam aufgestaut.
Die Sgt. Aubrey Cosens VC Memorial Bridge mit dem Ontario Highway 11 überspannt den Montreal River.
Weiter flussabwärts liegen die Wasserkraftwerke OPG Hound Chute Generating Station und Canadian Hydro Developers’ Ragged Chute Generating Station, jeweils mit Staudamm.
Der Fluss passiert die Fountain Falls und die Paugan Rapids.
Dann erreicht er den Stausee des OPG Lower Notch Generating Station.
Anschließend passiert der Ontario Highway 567 den Fluss, bevor er in den See Lake Timiskaming mündet.

## Ökologie
Zwei Vogelberingungsstationen liegen im Einzugsgebiet des Montreal River.
Eine liegt bei den Mountain Chutes südöstlich von Elk Lake, die andere bei Gillies Lake nordöstlich von Latchford.

## Wasserkraftwerke
Es gibt mehrere Wasserkraftwerke entlang dem Montreal River.
Vier davon werden von Ontario Power Generation (OPG) betrieben.
In Abstromrichtung sind dies:
| Name         | Fertig- stellung    | Leistung [MW] | Anzahl Turbinen | Betreiber |
| ------------ | ------------------- | ------------- | --------------- | --------- |
| Indian Chute | 1923–1924           | 3             | 2               | OPG       |
| Hound Chute  | 1910–1911/2008–2010 | 8             | 2               | OPG       |
| Ragged Chute | 1991                | 7             | n/a             | TransAlta |
| Matabitchuan | 1910                | 10            | 4               | OPG       |
| Lower Notch  | 1971                | 274           | 2               | OPG       |

## Zuflüsse
- Sandstone Creek (rechts)
- Giroux Creek (links)
- Hound Chute Creek (rechts)
- Gillies Creek (links)
- Loon Creek (links)
- Sucker Gut Creek (rechts)
- Gilchrist Creek (rechts)
- McLaren's Creek (links)
- Kitt Creek (rechts)
- Wadi's Creek (rechts)
- Lady Evelyn River (rechts)
- Moccasin Creek (rechts)
- Spray Creek (rechts)
- Barber Creek (rechts)
- Etwill Creek (rechts)
- Wabun Creek (links)
- Moosehorn Creek (rechts)
- Makobe River (rechts)
- Explorer Creek (rechts)
- Council Creek (links)
- Sydney Creek (rechts)
- Whiskeyjack Creek (links)
- West Montreal River (links)
- Miller Creek (rechts)
- Gowganda Lake
- Haines Creek (rechts)
- Okinada Creek (links)
- Smoothwater Lake
  - Smith Creek